# Loving Every Minute
«Loving Every Minute» es una canción interpretada por el dúo británico Lighthouse Family y producida por Mike Peden, publicado como el cuarto y último sencillo del álbum de debut Ocean Drive en diciembre de 1996 alcanzando el Top 20 en el Reino Unido.

## Pistas y formatos
| #               | Título                                        | Duración |
| --------------- | --------------------------------------------- | -------- |
| UK CD single #1 |                                               |          |
| 1.              | "Loving Every Minute" (Cutfather & Joe remix) | 4:14     |
| 2.              | "Sweetest Operator" (live)                    | 7:41     |
| 3.              | "Beautiful Night" (live)                      | 5:26     |
| 4.              | "Ocean Drive" (live acoustic encore)          | 3:33     |

| #               | Título                                                  | Duración |
| --------------- | ------------------------------------------------------- | -------- |
| UK CD single #2 |                                                         |          |
| 1.              | "Loving Every Minute" (Cutfather & Joe remix)           | 4:19     |
| 2.              | "Loving Every Minute" (album version)                   | 4:11     |
| 3.              | "Loving Every Minute" (Cutfather & Joe alternative mix) | 4:19     |
| 4.              | "Loving Every Minute" (Cutfather & Joe instrumental)    | 4:17     |

## Listas
| Listas (1996)                | Posición |
| ---------------------------- | -------- |
| UK Singles Chart             | 20       |
| Lista de sencillos en Suecia | 50       |
| Eurochart Hot 100            | 62       |